# Кастро, Шейла
Шейла, полное имя Шейла Таварис ди Кастро (порт. Sheilla Tavares de Castro; род. 1 июля 1983 года, Белу-Оризонти) — бразильская волейболистка, нападающая, чемпионка Игр XXIX Олимпиады в Пекине и Игр XXX Олимпиады в Лондоне.

## Игровая карьера
- 1997—2000 —  «Макензи» (Белу-Оризонти)
- 2001—2004 —  «Минас» (Белу-Оризонти)
- 2004—2008 —  «Скаволини» (Пезаро)
- 2008—2010 —  «Сан-Каэтану»
- 2010—2012 —  «Унилевер» (Рио-де-Жанейро)
- 2012—2014 —  «Озаску»
- 2014—2016 —  «Вакыфбанк» (Стамбул)

## Достижения

### Со сборной Бразилии
- 2-кратная олимпийская чемпионка (2008, 2012).
- 2-кратный серебряный призёр чемпионата мира (2006, 2010), бронзовый призёр чемпионата мира (2014).
- Чемпионка мира среди молодёжных команд (2001).
- 7-кратная победительница Гран-при (2005, 2006, 2008, 2009, 2013, 2014, 2016).
- 2-кратная победительница Всемирного Кубка чемпионов (2005, 2013), серебряный призёр (2009).
- 6-кратная чемпионка Южной Америки (2005, 2007, 2009, 2011, 2013, 2015).
- Победительница Панамериканских игр (2011), серебряный призёр Панамериканских игр (2007).
- Победительница Панамериканского Кубка (2011).
- Серебряный призёр Всемирного Кубка чемпионов (2009).
- Серебряный призёр Кубка мира (2007).

### В клубной карьере
- Чемпионка Бразилии (2001/02, 2010/11).
- Чемпионка Италии (2007/08).
- Обладательница Кубка Бразилии (2014).
- Победительница Суперкубка Италии (2008).
- Победительница Суперкубка Турции (2014).
- Двукратная победительница клубного чемпионата Южной Америки (2012, 2020).
- Финалистка Лиги чемпионов (2015/16).
- Победительница Кубка CEV (2005/06, 2007/08).
- Победительница клубного чемпионата мира (2012).

### Индивидуальные награды
- MVP и самый результативный игрок Всемирного Кубка чемпионов (2005).
- Лучшая нападающая Гран-при (2005).
- MVP Гран-при (2006, 2009).
- Лучшая нападающая Кубка CEV (2006).
- Самый результативный игрок чемпионата Италии (2007).
- MVP чемпионата Южной Америки (2011).
- MVP Панамериканского Кубка (2011).
- Лучшая подающая олимпийского турнира (2012).
- MVP, самая результативная и лучшая подающая клубного чемпионата мира (2012).
- Лучшая диагональная чемпионата Южной Америки (2013).
- Лучшая диагональная Гран-при (2014).
- Лучшая диагональная чемпионата мира (2014).
- Лучшая доигровщица Гран-при (2016).